# Simmern (Westerwald)
Simmern település Németországban, Rajna-vidék-Pfalz tartományban. Lakosainak száma 1501 fő (2023. december 31.).

## Népesség
A település népességének változása:
| Lakosok száma | 991  | 1465 | 1466 | 1511 | 1521 | 1501 |
|               | 1975 | 2017 | 2019 | 2021 | 2022 | 2023 |